# Instituto de Voluntarios de Puerto Rico
El Instituto de Voluntarios de Puerto Rico fue una milicia civil  fundada el 23 de diciembre de 1864 para la defensa de la soberanía española en Puerto Rico de la amenaza de ataques interiores y exteriores.
Impulsado por el gobernador Félix María de Messina, el 23 de diciembre de 1864 se creó el primer batallón de voluntarios en San Juan como reemplazo de las tropas del ejército español enviadas a la guerra de Santo Domingo y para prevenir cualquier intento separatista en la isla, bajo el mando de José Ramón Fernández (1808-1883), nombrado marqués de la Esperanza en febrero de 1869. A partir de los sucesos del Grito de Lares en 1868, el Instituto de voluntarios arraigó con motivo de los miedos a los intentos separatistas.

## Funcionamiento
El ingreso a los batallones era voluntario pero una vez  jurada la bandera tenían el mismo régimen y código militar del ejército. Sus integrantes eran españoles, tanto peninsulares como criollos. Los voluntarios se caracterizaban por su lealtad a la Corona española y sus vínculos con el Partido Incondicionalmente Español. Los oficiales iban armados de revólver. Los uniformes así como el armamento lo solían costear los voluntarios. La mayoría de batallones usaron uniformes confeccionados en cada pueblo de procedencia pero todos con las mismas bocamangas y cuellos de color verde.

## Reglamento de 1869
El 5 de agosto de 1869 el gobernador José Laureano Sanz y Posse aprobó un reglamento que establecía como principios rectores del cuerpo: la defensa del territorio, la protección de los intereses públicos y el mantenimiento de la orden.  El reglamento de 1869 tuvo una configuración castrense y estableció una dependencia con la máxima autoridad militar de la isla.

## Guerra hispano-americana (1898)
Los batallones de voluntarios de Puerto Rico participaron en las operaciones llevadas a cabo en la isla durante Guerra hispano-estadounidense, si bien no todas las unidades entraron en combate y se produjeron numerosas deserciones. Este hecho se produjo debido a la orden del gobernador de Puerto Rico, teniente general Manuel Macías y Casado, para que todos los voluntarios se concentraran en las cabeceras de partido donde estaban las planas mayores de los batallones, dejando sus pueblos desprotegidos. 
Adicionalmente, en el momento de la invasión de la isla por parte de los EE. UU. el 25 de julio de 1898, los Voluntarios y el resto de población de Puerto Rico era conocedora que el Ejército español en Cuba había capitulado en Santiago de Cuba y que la flota del almirante Patricio Montojo y Pasarón en Filipinas había quedado prácticamente destruida la Batalla de Cavite. Por otro lado, el ejército regular no opuso mucha resistencia frente a las fuerzas invasoras estadounidenses. Así los integrantes del Instituto de Voluntarios, con pocas excepciones, no estuvieron dispuestos a asumir riesgos en una guerra que se consideraba perdida.

### Batallones
El año 1898 estaban constituidos por una Plana Mayor formada por un comandante, tres capitanes, dos primeros tenientes, cuatro segundos tenientes, un médico y un farmacéutico. Su fuerza activa estaba formada por 14 batallones de infantería y una compañía de la misma arma en la isla de Vieques.
| Num. Batallón | Poblaciones                                                  | Teniente Coronel, 1r jefe                 |
| ------------- | ------------------------------------------------------------ | ----------------------------------------- |
| 1             | San Juan                                                     | Pedro Arzuaga                             |
| 2             | Bayamón - Toa Baja - Vega Baja - Corozal                     | Juan Pidal y Ginard                       |
| 3             | Río Piedras - Buena Vista - Carolina - Río Grande - Luquillo | Manuel González                           |
| 4             | Arecibo - Hatillo - Manatí - Camuy - Barceloneta             | Vicente Caballero y de las Cuevas Quevedo |
| 5             | San Sebastián - Aguadilla - Isabela                          | Víctor Mártinez y Mártinez                |
| 6             | Mayagüez - Naranjito - Hormigueros                           | Salvador Suau y Mulet                     |
| 7             | Maricao - Las Marías - San Germán - Añasco                   | Luis Zuzuarregui Aguirre                  |
| 8             | Sabana Grande - Yauco - Peñuelas                             | Manuel Rodríguez Soto                     |
| 9             | Ponce                                                        | Dimas de Ramery y Zuzuarregui             |
| 10            | Juana Díaz - Coamo - Aibonito - Barranquitas                 | Marcelino Torres Zayas                    |
| 11            | Guayama - Arroyo - Cayey - Cidra                             | Mateo Amorós y Alsina                     |
| 12            | San Lorenzo (antiguamente Hato Grande)                       | Ulpiano Valdés Peña                       |
| 13            | Humacao - Naguabo - Yabucoa                                  | Fermín de Thomas Rossi                    |
| 14            | Utuado - Adjuntas - Ciales                                   | José Blanco Fernández                     |